# Драган Јаковљевић (фудбалер)
Драган Јаковљевић (Коњиц, 23. фебруар 1962) бивши је југословенски и српски фудбалер, репрезентативац Југославије. 

## Каријера
Фудбалску каријеру је почео у локалном клубу Игману из Коњица. Фудбалско име је стекао у дресу Сарајева за који је играо од 1984. до 1989. године. Био је са клубом шампион Југославије 1985. године.
У иностранству је наступао у француском Нанту (1989-91) и Ројал Антверпен (1991-96). Са Антверпеном је играо у сезони 1992/93. финале Купа победника купова у Лондону против Парме (пораз од 1:3).
За репрезентацију Југославије одиграо је осам утакмица и постигао је три гола. Дебитовао је 16. децембра 1987. у Смирни против Турске, од репрезентативног дреса се опростио 11. октобра 1989. у Сарајеву против Норвешке.
Јаковљевић је требало да буде у саставу репрезентације Југославије на Европском првенству 1992. у Шведској, али је међународна заједница избацила југословенски тим са турнира због санкција.

## Голови за репрезентацију Југославије
| #  | Датум          | Место  | Противник | Резултат | Такмичење   |
| -- | -------------- | ------ | --------- | -------- | ----------- |
| 1. | 23. март 1988. | Свонзи | Велс      | 1 : 2    | Пријатељска |
| 2. | 31. март 1988. | Сплит  | Италија   | 1 : 1    | Пријатељска |
| 3. | 5. април 1989. | Атина  | Грчка     | 4 : 1    | Пријатељска |

## Трофеји
Сарајево
- Првенство Југославије : 1985.

Ројал Антверпен
- Куп Белгије : 1992.